# Lagocephalus inermis
Lagocephalus inermis är en fiskart som först beskrevs av Temminck och Hermann Schlegel 1850.  Lagocephalus inermis ingår i släktet Lagocephalus och familjen blåsfiskar. Inga underarter finns listade i Catalogue of Life.